# تشارلز ر. كروس
تشارلز ر. كروس (بالإنجليزية: Charles R. Cross)‏ هو كاتب سير وصحفي أمريكي، ولد في 1957 في سياتل في الولايات المتحدة.

## وصلات خارجية
- تشارلز ر. كروس على موقع IMDb (الإنجليزية)
- تشارلز ر. كروس على موقع ميوزك برينز (الإنجليزية)
- تشارلز ر. كروس على موقع قاعدة بيانات الفيلم (الإنجليزية)